# Saison 2014-2015 de Schalke 04
Maillots
Chronologie
Saison précédente Saison suivante
Le FC Schalke est un club de football allemand professionnel qui évolue en Bundesliga pour la saison 2014-2015.